# Hội đồng An ninh Quốc gia Việt Nam Cộng hòa
Hội đồng An ninh Quốc gia là cơ quan có nhiệm vụ nghiên cứu các vấn đề liên quan đến an ninh quốc phòng và đề ra các biện pháp thích ứng nhằm duy trì an ninh quốc gia của Việt Nam Cộng hòa.

## Lịch sử
Hội đồng An ninh Quốc gia được thành lập vào ngày 20 tháng 10 năm 1969 phỏng theo Hội đồng An ninh Quốc gia Hoa Kỳ. Cơ quan này chính thức giải thể khi Sài Gòn thất thủ vào ngày 30 tháng 4 năm 1975. 

## Chức năng
Theo Luật số 015/69, Hội đồng An ninh Quốc gia có chức năng như sau:
1. Nghiên cứu các vấn đề liên quan đến an ninh quốc phòng.
2. Đề nghị tuyên chiến hay nghị hòa.
3. Đề nghị các biện pháp thích ứng để duy trì an ninh quốc gia.
4. Đề nghị tuyên bố tình trạng báo động, giới nghiêm, khẩn trương hoặc chiến tranh.

## Cơ cấu tổ chức
Hội đồng An ninh Quốc gia gồm có: Chủ tịch là Tổng thống; Phó Chủ tịch là Phó Tổng thống; Hội viên là Thủ tướng Chính phủ, Tổng trưởng Quốc phòng, Tổng trưởng Ngoại giao, Tổng trưởng Nội vụ và Tổng Thư ký do Tổng thống bổ nhiệm. Tổng Thư ký Hội đồng An ninh Quốc gia được xếp ngang hàng Tổng trưởng về vị thứ và quyền lợi. Trên cương vị chủ tịch Hội đồng An ninh Quốc gia, Tổng thống có quyền được tuyên chiến, ban bố lệnh giới nghiêm, tình trạng khẩn cấp hoặc chiến tranh.
Chủ tịch Hội đồng An ninh Quốc gia có thể mời tham dự các phiên họp của Hội đồng những nhân vật nào xét cần để tham khảo ý kiến. Hội viên và các nhân vật được mời tham dự các phiên họp của Hội đồng An ninh Quốc gia không được tiết lộ những điều thảo luận và biểu quyết trong Hội đồng. Quyết định của Hội đồng An ninh Quốc gia liên quan đến “đề nghị tuyên chiến, nghị hòa hoặc tuyên bố tình trạng chiến tranh được Tổng thống gửi đến Văn phòng Quốc hội trong vòng 24 tiếng kể từ khi có quyết định của Hội đồng”.

## Cơ quan trực thuộc
Ngày 7 tháng 10 năm 1972, chính phủ Việt Nam Cộng hòa thành lập thêm Trung tâm Nghiên cứu Đặc biệt trực thuộc Hội đồng An ninh Quốc gia. Trung tâm này có nhiệm vụ: Nghiên cứu mọi vấn đề liên quan đến sự chuẩn bị điều hành và giám sát sự thi hành kết quả của mọi thỏa hiệp tại bàn hội nghị mang lại, phối hợp với các Phủ Bộ và các cơ quan chính quyền trong việc soạn thảo những kế hoạch và huấn thị cần thiết để áp dụng từ trung ương đến địa phương, theo dõi yểm trợ cho các phái đoàn Việt Nam tham gia mọi mọi cuộc hội đàm liên quan đến vấn đề giải quyết chiến tranh, thi hành các công tác đặc biệt do Hội đồng An ninh Quốc gia giao phó. 
Trung tâm Nghiên cứu Đặc biệt đặt dưới quyền điều khiển của một Trung tâm Trưởng với sự phụ giúp của một số phụ tá và gồm có các thành phần kể sau: Văn phòng, Khối Kế hoạch, Khối Liên bộ, Khối Điều hành và Phòng Hành chính yểm trợ. 